# Pratica della mercatura

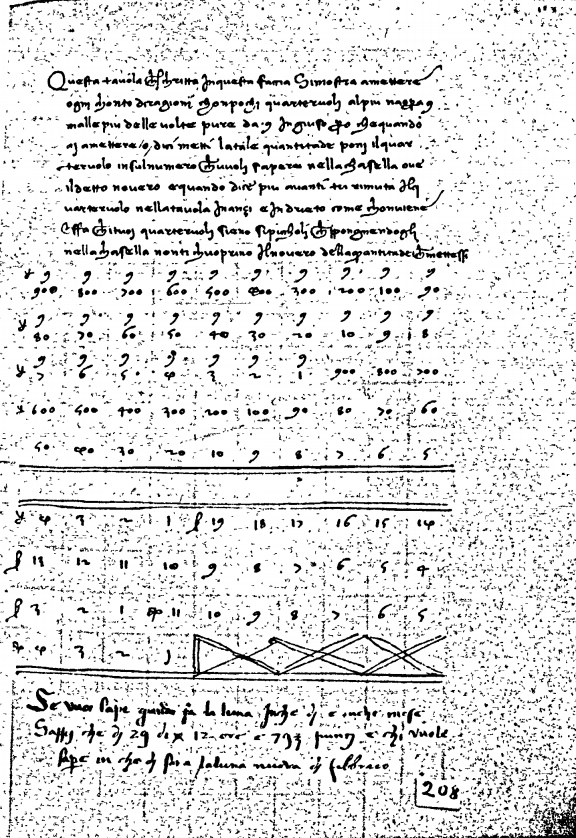
Fragmento del libro donde se observan cálculos.

La Pratica della mercatura (en español, "La práctica del comercio"), también conocida como el Manual del comerciante, es una guía completa sobre el comercio internacional en Eurasia y el norte de África en el siglo XIV, según lo conocía su compilador, el banquero florentino Francesco Balducci Pegolotti. Fue escrita entre 1335 y 1343, con las fechas más probables en 1339 o 1340. Su título original era Libro de las descripciones de los países (Libro di divisamenti di paesi); su nombre más común proviene de su primera impresión en 1766. La obra de Pegolotti se basa en su propia experiencia como banquero y comerciante para la Compagnia dei Bardi, así como en varios documentos locales, estatutos y listas de precios que tenía a su disposición. 

## Historia
No se conserva ningún autógrafo del texto. El único manuscrito superviviente, utilizado por todas las ediciones impresas, se encuentra en la Biblioteca Riccardiana de Florencia. El manuscrito indica que fue copiado el 19 de marzo de 1472 por Filippo di Niccolaio Frescobaldi de una copia en poder de Agnolo di Lotti de Anella, quien afirmó que se había hecho del original de Pegolotti.
Parece que Pegolotti tuvo acceso a una compilación anterior, mucho más limitada, hecha en Pisa en 1279, que ahora se conserva en la Biblioteca Comunale de Siena, titulada Memoria de tucte le mercantie.
El trabajo de Pegolotti probablemente fue utilizado por el compilador del manual comercial veneciano Tarifa zoè noticia dy pexi e mexure di luogi e tere che s'adovra marcadantia per el mondo en la década de 1340. Luego sirvió como fuente para una obra posterior que comparte su título, la Pratica della mercatura compilada por Giovanni di Bernardo da Uzzano en 1442. Poco después, fue utilizado por el autor del Libro che tracta di mercatantie et usanze de' paesi, compilado en 1458 probablemente por Giorgio Chiarini, e incorporado luego en la Summa de arithmetica de Luca Pacioli.

## Contenido

### Glosario
Un glosario de términos utilizados en ese momento para todo tipo de impuestos o pagos sobre mercancías, así como para los lugares donde se compraban o vendían bienes en las ciudades. Los idiomas enumerados como necesarios incluyen:
- Árabe ("Sarraceno", "Barbaria")
- Armenio
- Inglés
- Flamenco occidental y brabantino (ambos dialectos del holandés)
- Francés (y el francés de ultramar: "chipriota", "sirio")
- Friulano
- Genovés
- Griego (y "Trapezuntino")
- Persa
- Provenzal
- Sardo
- Siciliano y apuliano
- Español
- "Tártaro"
- Toscano
- Veneciano

### Rutas y ciudades
Incluye una lista de las principales rutas y ciudades comerciales frecuentadas por los mercaderes italianos; las importaciones y exportaciones de varias regiones importantes; las costumbres comerciales prevalentes en cada una de esas regiones; y el valor comparativo de las principales monedas, pesos y medidas.
- Incluye las siguientes rutas y encuestas:
  - El viaje a Gattaio, desde Azov pasando por Astrakhan, Khiva, Otrar y Kulja hasta Beijing. El comerciante es aconsejado que se le considerará más respetable si lleva a una mujer con él en este viaje, pero ella debe hablar fluidamente el idioma cumano.
  - La costa del Mare Maggiore.
  - Etapas desde Ayas pasando por Sivas, Erzingan y Erzerum hasta Tabriz en Persia.
  - Inglaterra y Escocia como fuentes de lana, listando muchos monasterios, incluyendo Newbattle, Balmerino, Cupar, entre otros.

Además, detalla una lista de lugares comerciales con las principales mercancías, pesos y medidas, leyes y costumbres del comercio, precios, y derechos de aduana.

#### Listas y tablas
Incluye diversas tablas comparativas de longitudes de tela, pureza del oro y plata, especias y su empaque, tablas de interés compuesto (las primeras conocidas), valoración de perlas y piedras preciosas, compra y venta de grano, transporte marítimo, entre otras.

### Ediciones
La Pratica della mercatura de Pegolotti fue publicada por primera vez por Gianfrancesco Pagnini como parte de Della Decima, su historia multivolumen sobre las finanzas de Florencia, en 1766. Solo se han traducido breves secciones al francés e inglés. La edición de 1936 de Allan Evans es ahora la versión estándar e incluye importantes glosarios de mercancías, nombres de lugares, monedas, entre otros elementos, aunque no incluye una traducción.